# ون کوچک

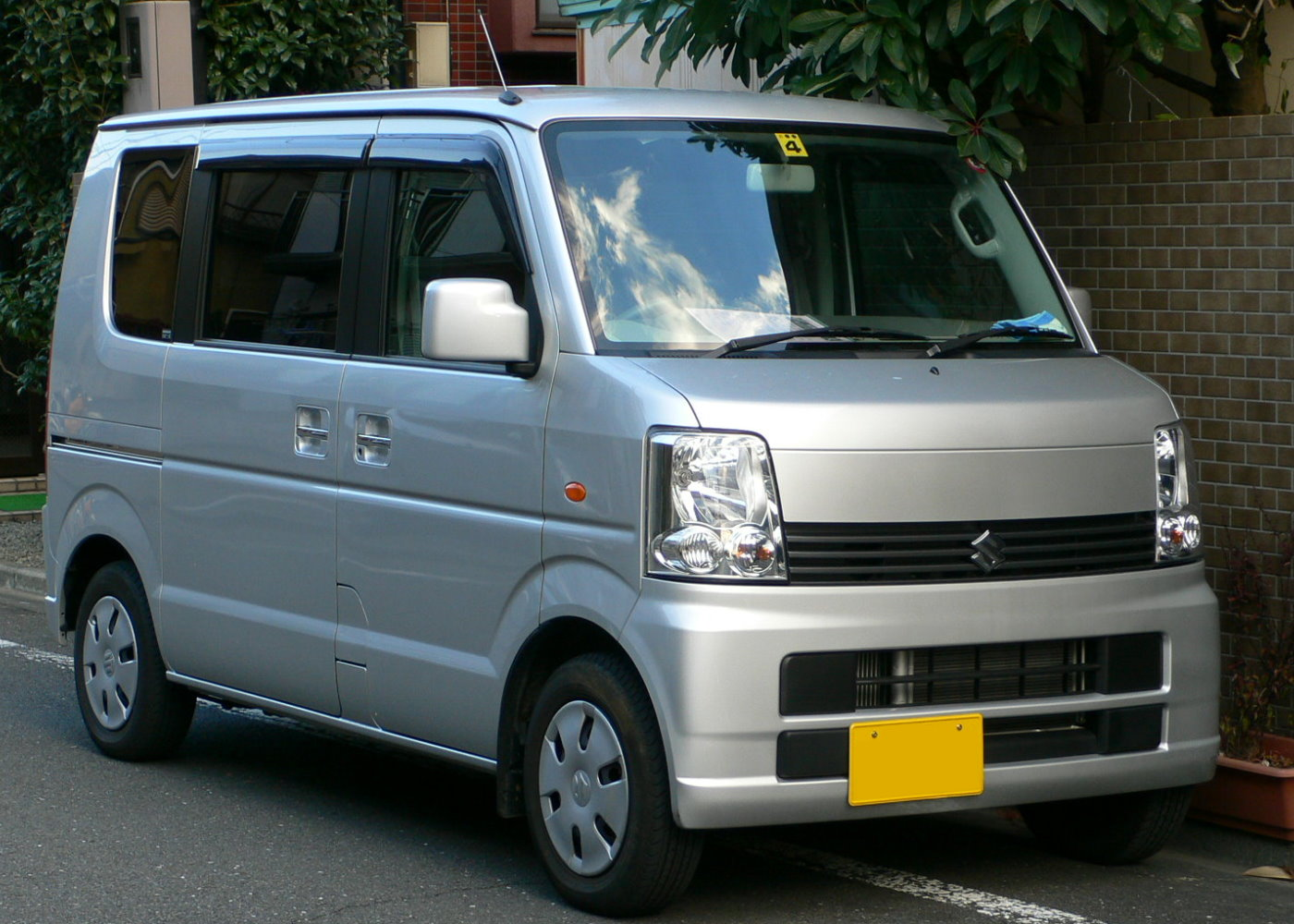
سوزوکی اوری نمونه‌ای ون‌های کوچک ژاپنی

ون کوچک گونه‌ای از خودروی ون است که دارای ابعاد جمع و جورتر می‌باشد. این گونه اولین بار در ژاپن ساخته شد و میکروون نام گرفت. در این کشور، این خودرو در دستهٔ خودروهای کی طبقه‌بندی می‌شود. در ژاپن برای این گروه از خودروها معافیت‌های مالیاتی و جای پارکهای مخصوص متعدد در نظر گرفته شده است که از این طریق مقبولیت این قبیل خودروها را در میان مردم گسترش دهند.

## نگارخانه

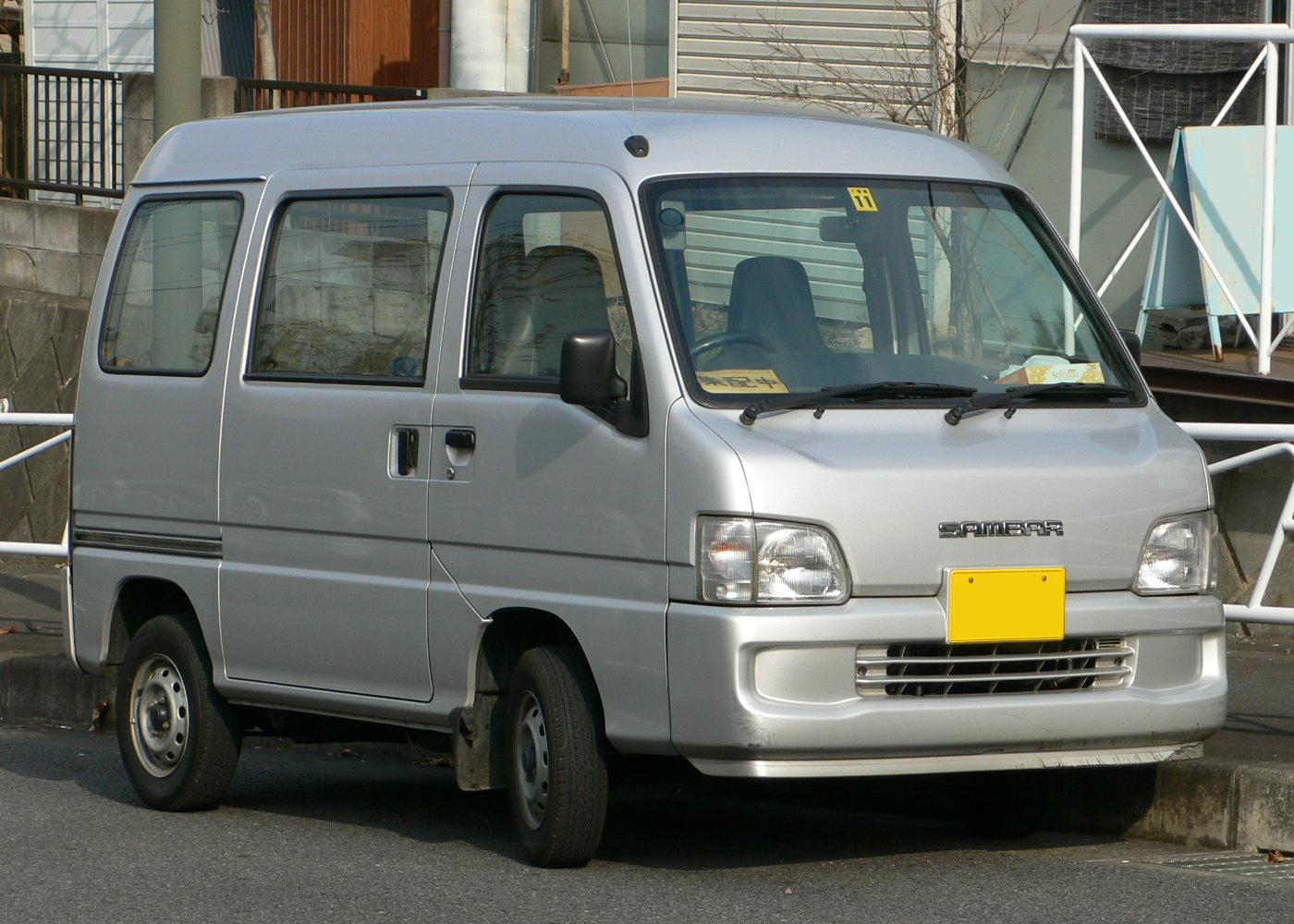
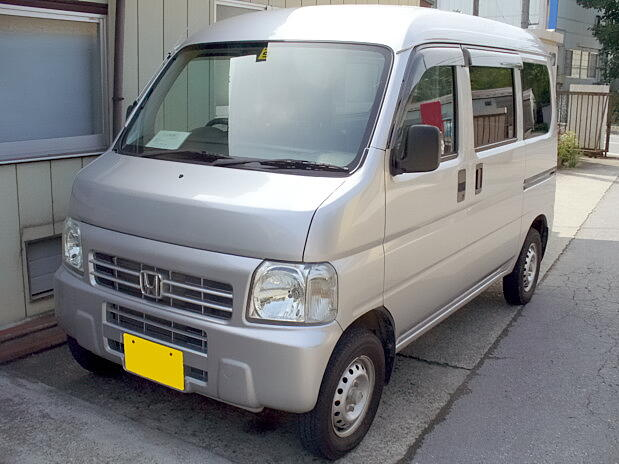
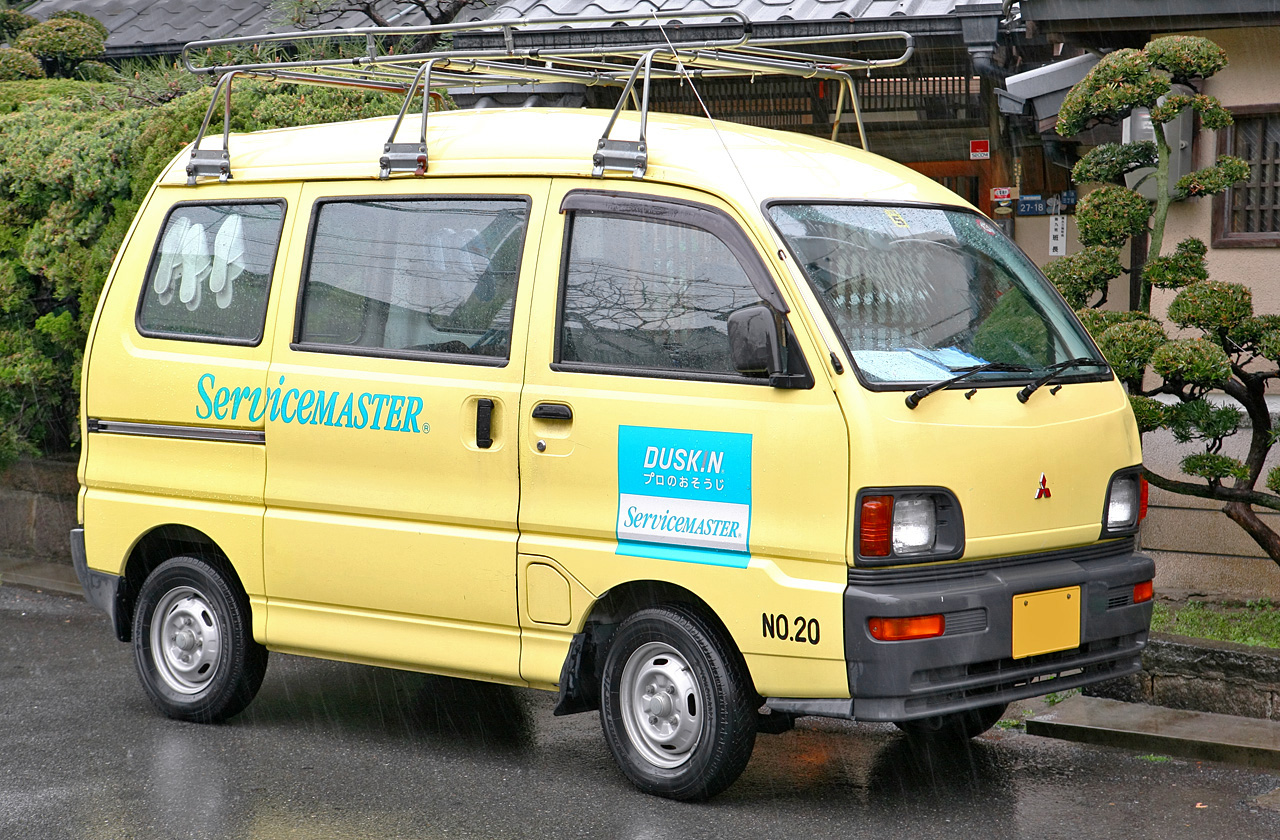